# هرمانية خطية الأوراق
هرمانية خطية الأوراق (الاسم العلمي:Hermannia linearifolia) هي نوع من النباتات تتبع جنس الهرمانية من الفصيلة الخلنجية.